# Christian von Koenigsegg

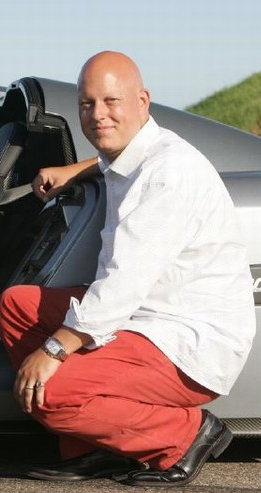
Christian von Koenigsegg

Christian Erland Harald von Koenigsegg (Stockholm, 2 juli 1972) is de Zweedse oprichter van het Zweedse supersportwagenmerk Koenigsegg.
Von Koenigsegg komt uit een van oorsprong Zwabische adellijke dynastie. Zijn ouders zijn Jesko en Brita von Koenigsegg. Hij groeide op in Stockholm. Het bouwen van een perfecte superauto was Von Koenigseggs jongensdroom, en in 1993, toen het Koenigsegg project onder zijn leiding werd opgestart, werd zijn droom realiteit. Designer David Crafoord tekende de auto naar Christians wensen. Op die manier werd in 1998 de Koenigsegg CC Concept gepresenteerd. De uiteindelijke CC uit 2000 was hierop gebaseerd en die supersportwagen betekende het begin van het merk. Sindsdien zijn er vierentwintig andere modellen bij gekomen, waarvan er vandaag de dag nog vier worden aangeboden.